# 1787
Portal Geschichte | Portal Biografien | Aktuelle Ereignisse | Jahreskalender | Tagesartikel

◄ |
17. Jahrhundert |
18. Jahrhundert
| 19. Jahrhundert | ►

◄ |
1750er |
1760er |
1770er |
1780er
| 1790er | 1800er | 1810er | ►

◄◄ |
◄ |
1783 |
1784 |
1785 |
1786 |
1787
| 1788 | 1789 | 1790 | 1791 | ► | ►►
Staatsoberhäupter  · Nekrolog   · Musikjahr
| Januar | Januar | Januar | Januar | Januar | Januar | Januar | Januar |
| Kw     | Mo     | Di     | Mi     | Do     | Fr     | Sa     | So     |
| ------ | ------ | ------ | ------ | ------ | ------ | ------ | ------ |
| 1      | 1      | 2      | 3      | 4      | 5      | 6      | 7      |
| 2      | 8      | 9      | 10     | 11     | 12     | 13     | 14     |
| 3      | 15     | 16     | 17     | 18     | 19     | 20     | 21     |
| 4      | 22     | 23     | 24     | 25     | 26     | 27     | 28     |
| 5      | 29     | 30     | 31     |        |        |        |        |

| Februar | Februar | Februar | Februar | Februar | Februar | Februar | Februar |
| Kw      | Mo      | Di      | Mi      | Do      | Fr      | Sa      | So      |
| ------- | ------- | ------- | ------- | ------- | ------- | ------- | ------- |
| 5       |         |         |         | 1       | 2       | 3       | 4       |
| 6       | 5       | 6       | 7       | 8       | 9       | 10      | 11      |
| 7       | 12      | 13      | 14      | 15      | 16      | 17      | 18      |
| 8       | 19      | 20      | 21      | 22      | 23      | 24      | 25      |
| 9       | 26      | 27      | 28      |         |         |         |         |

| März | März | März | März | März | März | März | März |
| Kw   | Mo   | Di   | Mi   | Do   | Fr   | Sa   | So   |
| ---- | ---- | ---- | ---- | ---- | ---- | ---- | ---- |
| 9    |      |      |      | 1    | 2    | 3    | 4    |
| 10   | 5    | 6    | 7    | 8    | 9    | 10   | 11   |
| 11   | 12   | 13   | 14   | 15   | 16   | 17   | 18   |
| 12   | 19   | 20   | 21   | 22   | 23   | 24   | 25   |
| 13   | 26   | 27   | 28   | 29   | 30   | 31   |      |

| April | April | April | April | April | April | April | April |
| Kw    | Mo    | Di    | Mi    | Do    | Fr    | Sa    | So    |
| ----- | ----- | ----- | ----- | ----- | ----- | ----- | ----- |
| 13    |       |       |       |       |       |       | 1     |
| 14    | 2     | 3     | 4     | 5     | 6     | 7     | 8     |
| 15    | 9     | 10    | 11    | 12    | 13    | 14    | 15    |
| 16    | 16    | 17    | 18    | 19    | 20    | 21    | 22    |
| 17    | 23    | 24    | 25    | 26    | 27    | 28    | 29    |
| 18    | 30    |       |       |       |       |       |       |

| Mai | Mai | Mai | Mai | Mai | Mai | Mai | Mai |
| Kw  | Mo  | Di  | Mi  | Do  | Fr  | Sa  | So  |
| --- | --- | --- | --- | --- | --- | --- | --- |
| 18  |     | 1   | 2   | 3   | 4   | 5   | 6   |
| 19  | 7   | 8   | 9   | 10  | 11  | 12  | 13  |
| 20  | 14  | 15  | 16  | 17  | 18  | 19  | 20  |
| 21  | 21  | 22  | 23  | 24  | 25  | 26  | 27  |
| 22  | 28  | 29  | 30  | 31  |     |     |     |

| Juni | Juni | Juni | Juni | Juni | Juni | Juni | Juni |
| Kw   | Mo   | Di   | Mi   | Do   | Fr   | Sa   | So   |
| ---- | ---- | ---- | ---- | ---- | ---- | ---- | ---- |
| 22   |      |      |      |      | 1    | 2    | 3    |
| 23   | 4    | 5    | 6    | 7    | 8    | 9    | 10   |
| 24   | 11   | 12   | 13   | 14   | 15   | 16   | 17   |
| 25   | 18   | 19   | 20   | 21   | 22   | 23   | 24   |
| 26   | 25   | 26   | 27   | 28   | 29   | 30   |      |

| Juli | Juli | Juli | Juli | Juli | Juli | Juli | Juli |
| Kw   | Mo   | Di   | Mi   | Do   | Fr   | Sa   | So   |
| ---- | ---- | ---- | ---- | ---- | ---- | ---- | ---- |
| 26   |      |      |      |      |      |      | 1    |
| 27   | 2    | 3    | 4    | 5    | 6    | 7    | 8    |
| 28   | 9    | 10   | 11   | 12   | 13   | 14   | 15   |
| 29   | 16   | 17   | 18   | 19   | 20   | 21   | 22   |
| 30   | 23   | 24   | 25   | 26   | 27   | 28   | 29   |
| 31   | 30   | 31   |      |      |      |      |      |

| August | August | August | August | August | August | August | August |
| Kw     | Mo     | Di     | Mi     | Do     | Fr     | Sa     | So     |
| ------ | ------ | ------ | ------ | ------ | ------ | ------ | ------ |
| 31     |        |        | 1      | 2      | 3      | 4      | 5      |
| 32     | 6      | 7      | 8      | 9      | 10     | 11     | 12     |
| 33     | 13     | 14     | 15     | 16     | 17     | 18     | 19     |
| 34     | 20     | 21     | 22     | 23     | 24     | 25     | 26     |
| 35     | 27     | 28     | 29     | 30     | 31     |        |        |

| September | September | September | September | September | September | September | September |
| Kw        | Mo        | Di        | Mi        | Do        | Fr        | Sa        | So        |
| --------- | --------- | --------- | --------- | --------- | --------- | --------- | --------- |
| 35        |           |           |           |           |           | 1         | 2         |
| 36        | 3         | 4         | 5         | 6         | 7         | 8         | 9         |
| 37        | 10        | 11        | 12        | 13        | 14        | 15        | 16        |
| 38        | 17        | 18        | 19        | 20        | 21        | 22        | 23        |
| 39        | 24        | 25        | 26        | 27        | 28        | 29        | 30        |

| Oktober | Oktober | Oktober | Oktober | Oktober | Oktober | Oktober | Oktober |
| Kw      | Mo      | Di      | Mi      | Do      | Fr      | Sa      | So      |
| ------- | ------- | ------- | ------- | ------- | ------- | ------- | ------- |
| 40      | 1       | 2       | 3       | 4       | 5       | 6       | 7       |
| 41      | 8       | 9       | 10      | 11      | 12      | 13      | 14      |
| 42      | 15      | 16      | 17      | 18      | 19      | 20      | 21      |
| 43      | 22      | 23      | 24      | 25      | 26      | 27      | 28      |
| 44      | 29      | 30      | 31      |         |         |         |         |

| November | November | November | November | November | November | November | November |
| Kw       | Mo       | Di       | Mi       | Do       | Fr       | Sa       | So       |
| -------- | -------- | -------- | -------- | -------- | -------- | -------- | -------- |
| 44       |          |          |          | 1        | 2        | 3        | 4        |
| 45       | 5        | 6        | 7        | 8        | 9        | 10       | 11       |
| 46       | 12       | 13       | 14       | 15       | 16       | 17       | 18       |
| 47       | 19       | 20       | 21       | 22       | 23       | 24       | 25       |
| 48       | 26       | 27       | 28       | 29       | 30       |          |          |

| Dezember | Dezember | Dezember | Dezember | Dezember | Dezember | Dezember | Dezember |
| Kw       | Mo       | Di       | Mi       | Do       | Fr       | Sa       | So       |
| -------- | -------- | -------- | -------- | -------- | -------- | -------- | -------- |
| 48       |          |          |          |          |          | 1        | 2        |
| 49       | 3        | 4        | 5        | 6        | 7        | 8        | 9        |
| 50       | 10       | 11       | 12       | 13       | 14       | 15       | 16       |
| 51       | 17       | 18       | 19       | 20       | 21       | 22       | 23       |
| 52       | 24       | 25       | 26       | 27       | 28       | 29       | 30       |
| 1        | 31       |          |          |          |          |          |          |

| Januar | Januar | Januar | Januar | Januar | Januar | Januar | Januar |
| Kw     | Mo     | Di     | Mi     | Do     | Fr     | Sa     | So     |
| ------ | ------ | ------ | ------ | ------ | ------ | ------ | ------ |
| 1      | 1      | 2      | 3      | 4      | 5      | 6      | 7      |
| 2      | 8      | 9      | 10     | 11     | 12     | 13     | 14     |
| 3      | 15     | 16     | 17     | 18     | 19     | 20     | 21     |
| 4      | 22     | 23     | 24     | 25     | 26     | 27     | 28     |
| 5      | 29     | 30     | 31     |        |        |        |        |

| Februar | Februar | Februar | Februar | Februar | Februar | Februar | Februar |
| Kw      | Mo      | Di      | Mi      | Do      | Fr      | Sa      | So      |
| ------- | ------- | ------- | ------- | ------- | ------- | ------- | ------- |
| 5       |         |         |         | 1       | 2       | 3       | 4       |
| 6       | 5       | 6       | 7       | 8       | 9       | 10      | 11      |
| 7       | 12      | 13      | 14      | 15      | 16      | 17      | 18      |
| 8       | 19      | 20      | 21      | 22      | 23      | 24      | 25      |
| 9       | 26      | 27      | 28      |         |         |         |         |

| März | März | März | März | März | März | März | März |
| Kw   | Mo   | Di   | Mi   | Do   | Fr   | Sa   | So   |
| ---- | ---- | ---- | ---- | ---- | ---- | ---- | ---- |
| 9    |      |      |      | 1    | 2    | 3    | 4    |
| 10   | 5    | 6    | 7    | 8    | 9    | 10   | 11   |
| 11   | 12   | 13   | 14   | 15   | 16   | 17   | 18   |
| 12   | 19   | 20   | 21   | 22   | 23   | 24   | 25   |
| 13   | 26   | 27   | 28   | 29   | 30   | 31   |      |

| April | April | April | April | April | April | April | April |
| Kw    | Mo    | Di    | Mi    | Do    | Fr    | Sa    | So    |
| ----- | ----- | ----- | ----- | ----- | ----- | ----- | ----- |
| 13    |       |       |       |       |       |       | 1     |
| 14    | 2     | 3     | 4     | 5     | 6     | 7     | 8     |
| 15    | 9     | 10    | 11    | 12    | 13    | 14    | 15    |
| 16    | 16    | 17    | 18    | 19    | 20    | 21    | 22    |
| 17    | 23    | 24    | 25    | 26    | 27    | 28    | 29    |
| 18    | 30    |       |       |       |       |       |       |

| Mai | Mai | Mai | Mai | Mai | Mai | Mai | Mai |
| Kw  | Mo  | Di  | Mi  | Do  | Fr  | Sa  | So  |
| --- | --- | --- | --- | --- | --- | --- | --- |
| 18  |     | 1   | 2   | 3   | 4   | 5   | 6   |
| 19  | 7   | 8   | 9   | 10  | 11  | 12  | 13  |
| 20  | 14  | 15  | 16  | 17  | 18  | 19  | 20  |
| 21  | 21  | 22  | 23  | 24  | 25  | 26  | 27  |
| 22  | 28  | 29  | 30  | 31  |     |     |     |

| Juni | Juni | Juni | Juni | Juni | Juni | Juni | Juni |
| Kw   | Mo   | Di   | Mi   | Do   | Fr   | Sa   | So   |
| ---- | ---- | ---- | ---- | ---- | ---- | ---- | ---- |
| 22   |      |      |      |      | 1    | 2    | 3    |
| 23   | 4    | 5    | 6    | 7    | 8    | 9    | 10   |
| 24   | 11   | 12   | 13   | 14   | 15   | 16   | 17   |
| 25   | 18   | 19   | 20   | 21   | 22   | 23   | 24   |
| 26   | 25   | 26   | 27   | 28   | 29   | 30   |      |

| Juli | Juli | Juli | Juli | Juli | Juli | Juli | Juli |
| Kw   | Mo   | Di   | Mi   | Do   | Fr   | Sa   | So   |
| ---- | ---- | ---- | ---- | ---- | ---- | ---- | ---- |
| 26   |      |      |      |      |      |      | 1    |
| 27   | 2    | 3    | 4    | 5    | 6    | 7    | 8    |
| 28   | 9    | 10   | 11   | 12   | 13   | 14   | 15   |
| 29   | 16   | 17   | 18   | 19   | 20   | 21   | 22   |
| 30   | 23   | 24   | 25   | 26   | 27   | 28   | 29   |
| 31   | 30   | 31   |      |      |      |      |      |

| August | August | August | August | August | August | August | August |
| Kw     | Mo     | Di     | Mi     | Do     | Fr     | Sa     | So     |
| ------ | ------ | ------ | ------ | ------ | ------ | ------ | ------ |
| 31     |        |        | 1      | 2      | 3      | 4      | 5      |
| 32     | 6      | 7      | 8      | 9      | 10     | 11     | 12     |
| 33     | 13     | 14     | 15     | 16     | 17     | 18     | 19     |
| 34     | 20     | 21     | 22     | 23     | 24     | 25     | 26     |
| 35     | 27     | 28     | 29     | 30     | 31     |        |        |

| September | September | September | September | September | September | September | September |
| Kw        | Mo        | Di        | Mi        | Do        | Fr        | Sa        | So        |
| --------- | --------- | --------- | --------- | --------- | --------- | --------- | --------- |
| 35        |           |           |           |           |           | 1         | 2         |
| 36        | 3         | 4         | 5         | 6         | 7         | 8         | 9         |
| 37        | 10        | 11        | 12        | 13        | 14        | 15        | 16        |
| 38        | 17        | 18        | 19        | 20        | 21        | 22        | 23        |
| 39        | 24        | 25        | 26        | 27        | 28        | 29        | 30        |

| Oktober | Oktober | Oktober | Oktober | Oktober | Oktober | Oktober | Oktober |
| Kw      | Mo      | Di      | Mi      | Do      | Fr      | Sa      | So      |
| ------- | ------- | ------- | ------- | ------- | ------- | ------- | ------- |
| 40      | 1       | 2       | 3       | 4       | 5       | 6       | 7       |
| 41      | 8       | 9       | 10      | 11      | 12      | 13      | 14      |
| 42      | 15      | 16      | 17      | 18      | 19      | 20      | 21      |
| 43      | 22      | 23      | 24      | 25      | 26      | 27      | 28      |
| 44      | 29      | 30      | 31      |         |         |         |         |

| November | November | November | November | November | November | November | November |
| Kw       | Mo       | Di       | Mi       | Do       | Fr       | Sa       | So       |
| -------- | -------- | -------- | -------- | -------- | -------- | -------- | -------- |
| 44       |          |          |          | 1        | 2        | 3        | 4        |
| 45       | 5        | 6        | 7        | 8        | 9        | 10       | 11       |
| 46       | 12       | 13       | 14       | 15       | 16       | 17       | 18       |
| 47       | 19       | 20       | 21       | 22       | 23       | 24       | 25       |
| 48       | 26       | 27       | 28       | 29       | 30       |          |          |

| Dezember | Dezember | Dezember | Dezember | Dezember | Dezember | Dezember | Dezember |
| Kw       | Mo       | Di       | Mi       | Do       | Fr       | Sa       | So       |
| -------- | -------- | -------- | -------- | -------- | -------- | -------- | -------- |
| 48       |          |          |          |          |          | 1        | 2        |
| 49       | 3        | 4        | 5        | 6        | 7        | 8        | 9        |
| 50       | 10       | 11       | 12       | 13       | 14       | 15       | 16       |
| 51       | 17       | 18       | 19       | 20       | 21       | 22       | 23       |
| 52       | 24       | 25       | 26       | 27       | 28       | 29       | 30       |
| 1        | 31       |          |          |          |          |          |          |

## Ereignisse

### Politik und Weltgeschehen

#### Frankreich

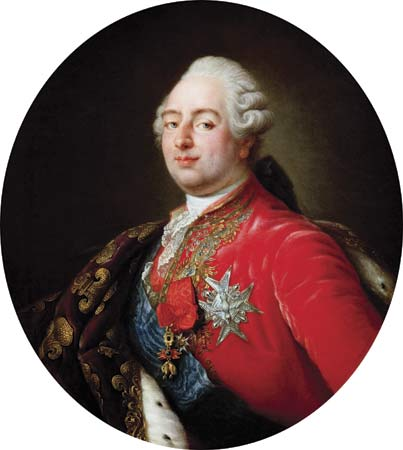
Ludwig XVI.

- 29. Januar: Frankreichs König Ludwig XVI. beruft auf Initiative des für Finanzen zuständigen Charles Alexandre de Calonne eine Notabelnversammlung ein, um die privilegierten Stände zum Verzicht auf ihre Steuerfreiheit zu bewegen. Damit sollen die zerrütteten Staatsfinanzen geordnet werden.

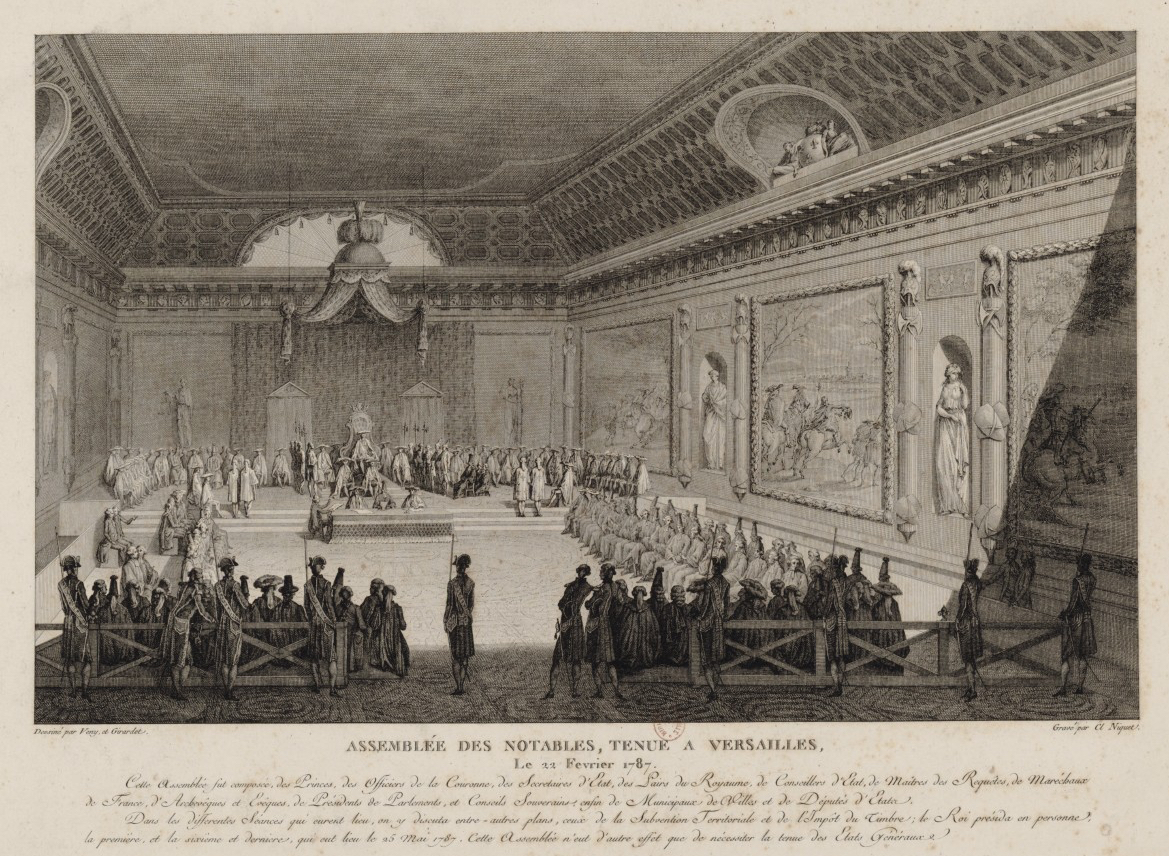
Eröffnung der Versammlung

- 22. Februar: Die französische Notabelnversammlung tritt im Schloss Versailles erstmals seit 1626 wieder zusammen. Anders als erwartet erweist sie sich jedoch nicht willfährig. Nur der  Graf von Artois, der Bruder des Königs, unterstützt dessen Steuerpläne.
- 9. April: Charles Alexandre de Calonne wird auf Druck des Adels und insbesondere von Königin Marie-Antoinette als Finanzminister entlassen. Der als „Monsieur Deficite“ bekannte Minister wird nach Lothringen verbannt. Sein Nachfolger wird am 1. Mai Étienne Charles de Loménie de Brienne, ein Mitglied der Notabelnversammlung. Dieser sieht sich im Lauf des Jahres zur Erhöhung von Steuern gezwungen und erregt damit den Widerstand der Parlements.
- 25. Mai: Die Notabelnversammlung geht ohne Ergebnis auseinander.
- 29. November: Der französische König Ludwig XVI. erlässt ein Toleranzedikt zugunsten der Hugenotten.

#### Weitere Ereignisse in Europa
- 1. Januar: Das Josephinische Strafgesetz löst die Constitutio Criminalis Theresiana in Österreich ab. Damit ist die Folter ebenso wie die Todesstrafe im ordentlichen Strafverfahren in den habsburgischen Erblanden abgeschafft.
- 13. Mai: Die elf Schiffe umfassende First Fleet verlässt Portsmouth unter dem Befehl von Arthur Phillip mit 756 Strafgefangenen und 550 Besatzungsmitgliedern an Bord Richtung Australien.
- 24. August: Die Türkei erklärt Russland den Krieg. Der Russisch-Österreichische Türkenkrieg beginnt.
- 13. September: Preußischer Einmarsch in Holland
- Grigori Alexandrowitsch Potjomkin zeigt angeblich Zarin Katharina II. von Russland die „Potemkinschen Dörfer“ bei einer Reise zu den neu eroberten Gebiete in der Krim, um ihr die Entwicklung Neurusslands zu demonstrieren.
- Hamburg überschreitet die 100.000-Einwohner-Grenze und wird damit zur Großstadt.

#### Amerika

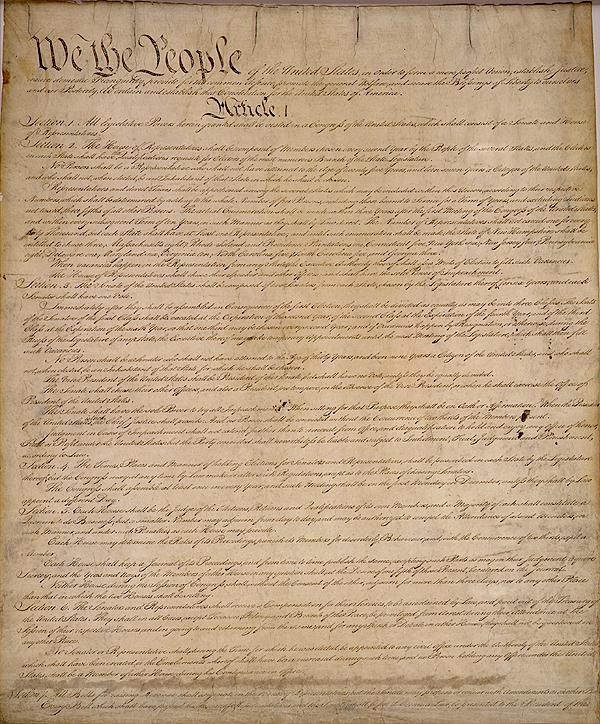
Erste Seite der Verfassung der Vereinigten Staaten

- 25. Mai: Die Philadelphia Convention tritt zusammen, um über Verbesserungen der Konföderationsartikel zu beraten. Aus der Arbeit der Delegierten erwächst am Ende die Verfassung der Vereinigten Staaten.

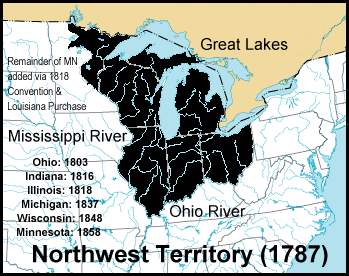
Karte des Nordwest-Territoriums

- 14. Juli: Mit der Northwest Ordinance, mit der die US-Bundesstaaten an der Ostküste ihre Ansprüche auf Gebiete westlich der Appalachen an die Bundesregierung übertragen, wird das Nordwestterritorium an den Großen Seen gegründet.
- 17. September: Fertigstellung der Verfassung der USA in Philadelphia
- 7. Dezember: Delaware wird 1. Bundesstaat der USA
- 12. Dezember: Pennsylvania tritt als 2. der 13 Gründungsstaaten den USA bei
- 18. Dezember: New Jersey wird 3. Bundesstaat der USA
- Alexander Hamilton, James Madison und John Jay verfassen die Federalist Papers, um ihre Mitbürger von der neuen Verfassung zu überzeugen.

#### Asien/Ozeanien
- Januar: Die französische Expedition unter der Leitung von Jean-François de La Pérouse erreicht nach der Pazifikquerung Macau. Nun werden die bisher wenig bekannten ostasiatischen Nebenmeere, die Chinesische See und die Japanische See, systematisch erforscht und kartografiert, ebenso wie die große sibirische Halbinsel Kamtschatka, die wegen des Pelzreichtums interessant ist.
- 29. September: In Petropawlowsk geht der Dolmetscher Jean Baptiste Barthélemy de Lesseps von Bord, um auf eigene Faust Kamtschatka und Sibirien zu durchqueren.
- Nachdem Sachalin und die japanischen Kurilen erkundet sind, wird die Südsee angesteuert. Auf Samoa wird am 11. Dezember der zweite Kapitän und enge Freund La Pérouses, der Wissenschaftler Paul Fleuriot de Langle, von Einheimischen getötet.

### Wirtschaft
- 11. Januar: Handelsvertrag zwischen Russland und Frankreich.
- 30. September: Die Handelsschiffe Lady Washington und Columbia verlassen den Hafen von Boston. Ihre Kapitäne wollen einen Pelzhandel mit China beginnen. Die Columbia mit ihrem späteren Kapitän Robert Gray wird im weiteren Verlauf der Fahrt zum ersten US-amerikanischen Weltumsegler.
- 29. Oktober: Die Börse Hannover erhält durch Georg III., König von Großbritannien, Frankreich und Irland, Herzog zu Braunschweig und Lüneburg, Kurfürst von Hannover, die landesherrliche Bestätigung und Anerkennung als „öffentliches Institut“.
- Die G.L. Kayser Spedition in Mainz wird gegründet.

### Wissenschaft und Technik
- 11. Januar: Wilhelm Herschel entdeckt zwei Uranus-Monde: Titania und Oberon
- 14. Januar: Im Sternbild Haar der Berenike findet der Astronom Wilhelm Herschel eine etwa 52 Millionen Lichtjahre entfernte linsenförmige Galaxie, die heute als NGC 4459 bekannt ist. Sie gehört zum Virgo-Galaxienhaufen.
- 17. März: Wilhelm Herschel beobachtet im Sternbild Jagdhunde die Galaxie NGC 4244.
- 18. März: Wilhelm Herschel notiert weitere Entdeckungen von Galaxien: NGC 3184 im Sternbild Großer Bär und NGC 5966 im Sternbild Bärenhüter.
- 20. März: Wilhelm Herschel entdeckt einen Nebel. Heute ist das Objekt als NGC 4631 oder Walgalaxie bekannt.
- 9. April: Wilhelm Herschel sichtet im Sternbild Jagdhunde die Galaxie NGC 5362.
- 7. Mai: Wilhelm Herschel wird zum Entdecker der Galaxie NGC 5728 im Sternbild Waage.
- 15. Mai: Als Erster sieht Wilhelm Herschel die Galaxie NGC 5676 im Sternbild Bärenhüter.
- 16. Mai: Wilhelm Herschel beobachtet im Sternbild Jagdhunde die Galaxie NGC 5407 und im Sternbild Herkules die Galaxie NGC 6207.
- 19. Mai: Wilhelm Herschel entdeckt im Sternbild Waage die Galaxie NGC 5757.
- 3. August: Messungen des Genfer Naturforschers Horace-Bénédict de Saussure ergeben, dass der Mont Blanc höchster Berg Europas ist.
- 11. September: Wilhelm Herschel entdeckt im Sternbild Wassermann die als NGC 7392 bezeichnete Galaxie.
- 30. November: Im Sternbild Kassiopeia bemerkt Wilhelm Herschel als Erster die Galaxie NGC 185.
- Ernst Florens Friedrich Chladni beschreibt die nach ihm benannten Klangfiguren.
- Die Pittsburgh Academy, Vorläufer der University of Pittsburgh, wird gegründet.

### Kultur

#### Bildende Kunst
- Der irische Maler Robert Barker erhält ein Patent für die Anfertigung von Panoramabildern.

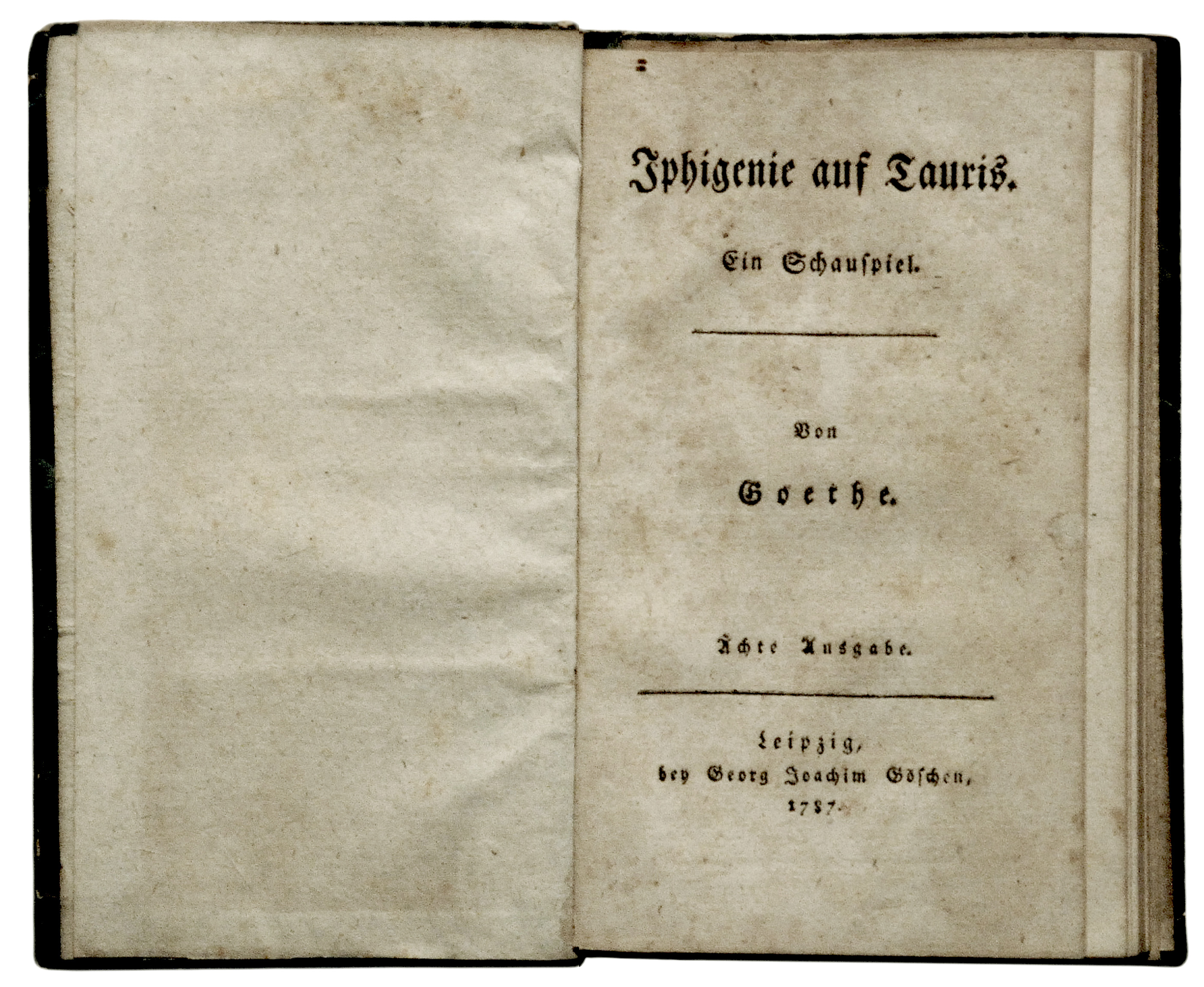
Erstausgabe von Iphigenie auf Tauris

- Der klassizistische Maler Johann Heinrich Wilhelm Tischbein aus der verzweigten Malerfamilie Tischbein begleitet Johann Wolfgang von Goethe auf seiner Reise durch Italien und malt sein berühmtestes Bild Goethe in der Campagna.

#### Literatur und Theater

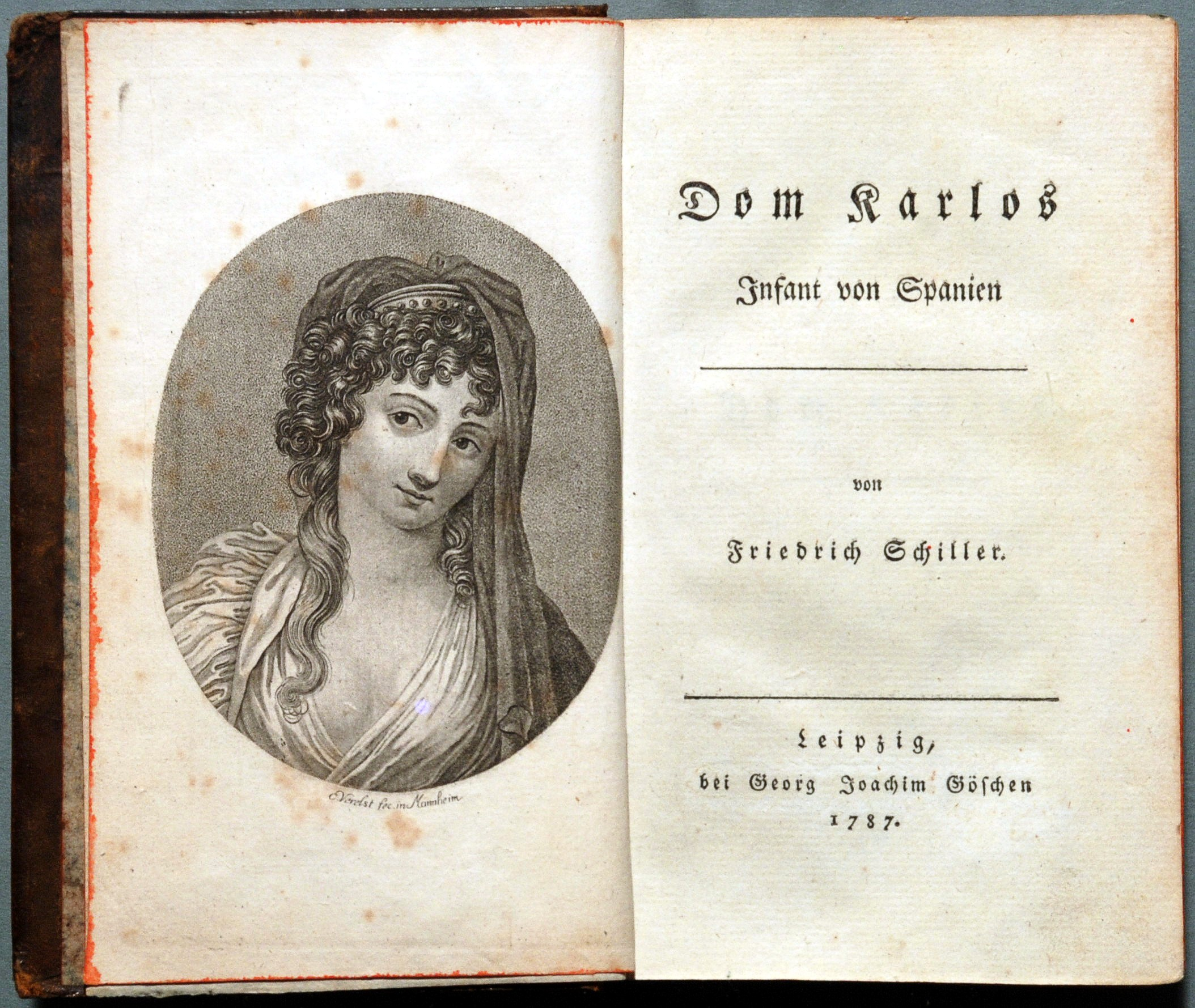
Dom Carlos von Friedrich Schiller

### Erstes Quartal

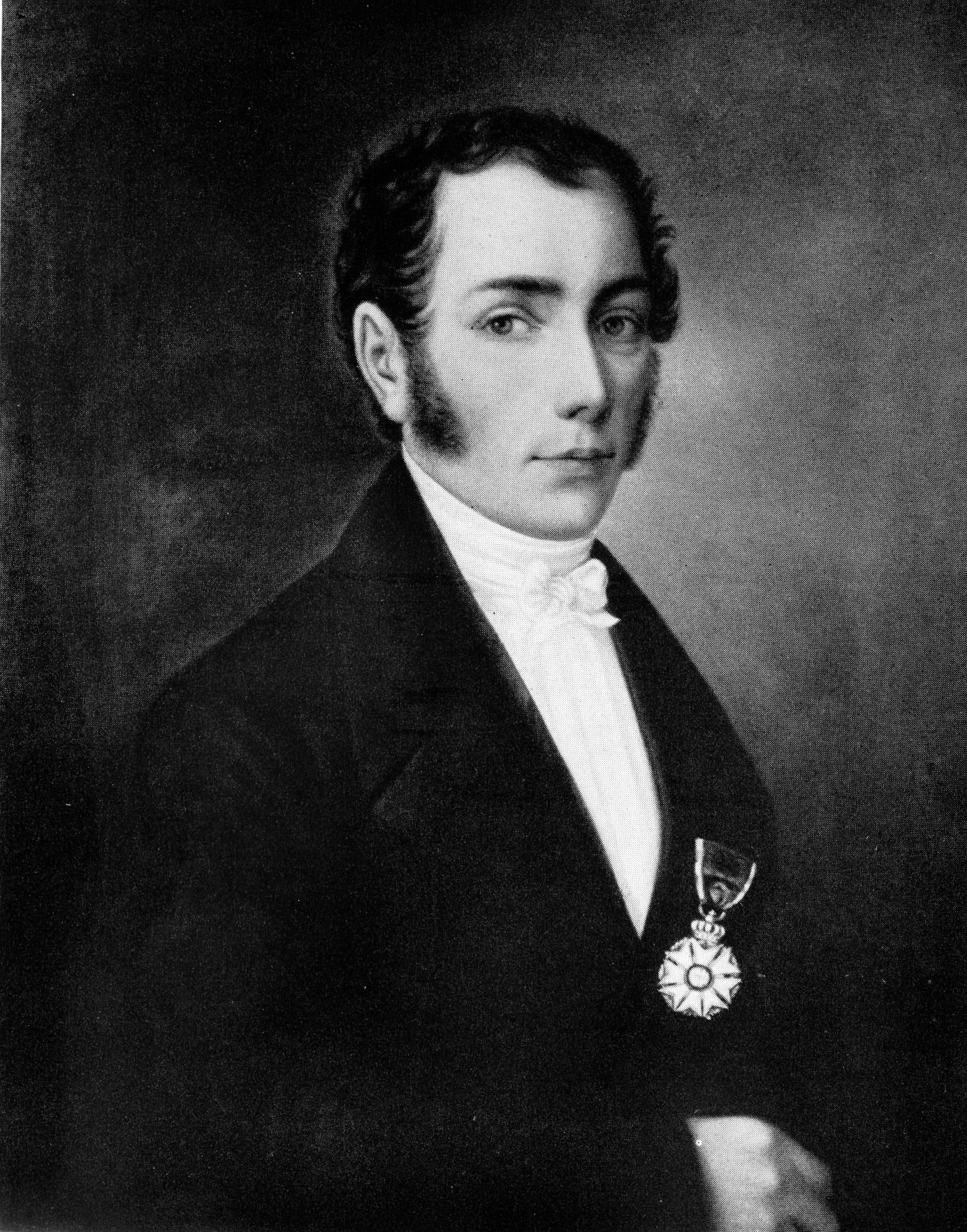
Joseph von Fraunhofer

### Viertes Quartal

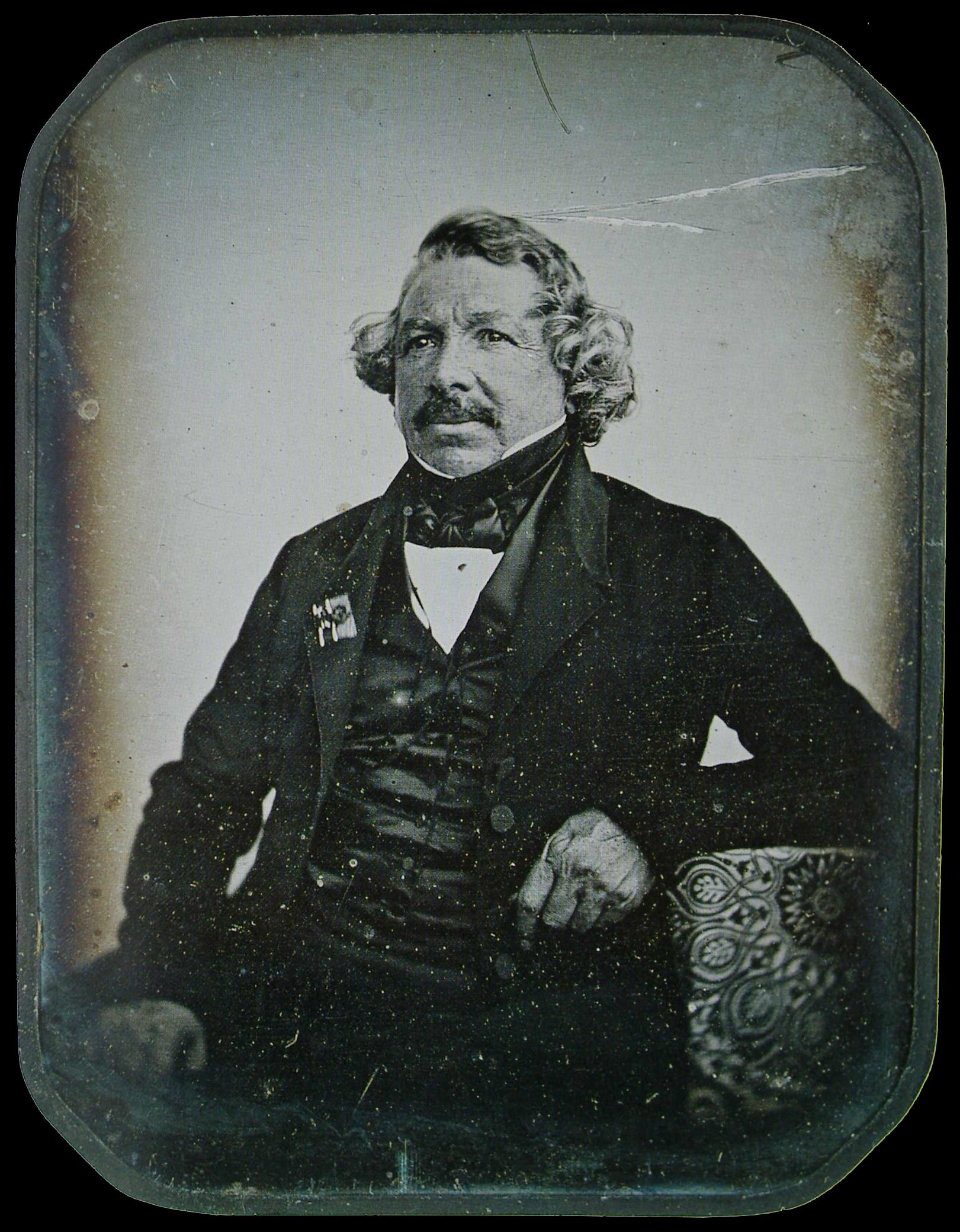
Louis Jacques Mandé Daguerre, 1844

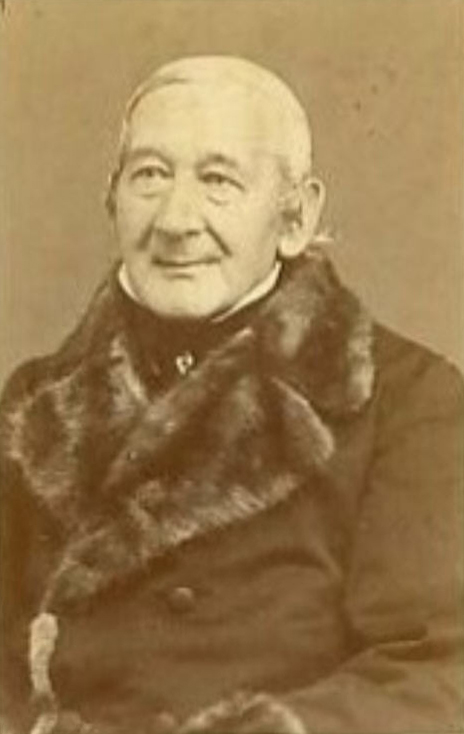
Johann Nikolaus von Dreyse

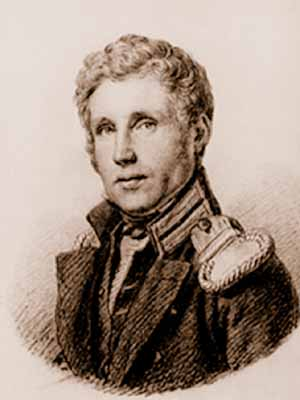
Otto von Kotzebue

### Zweites Halbjahr

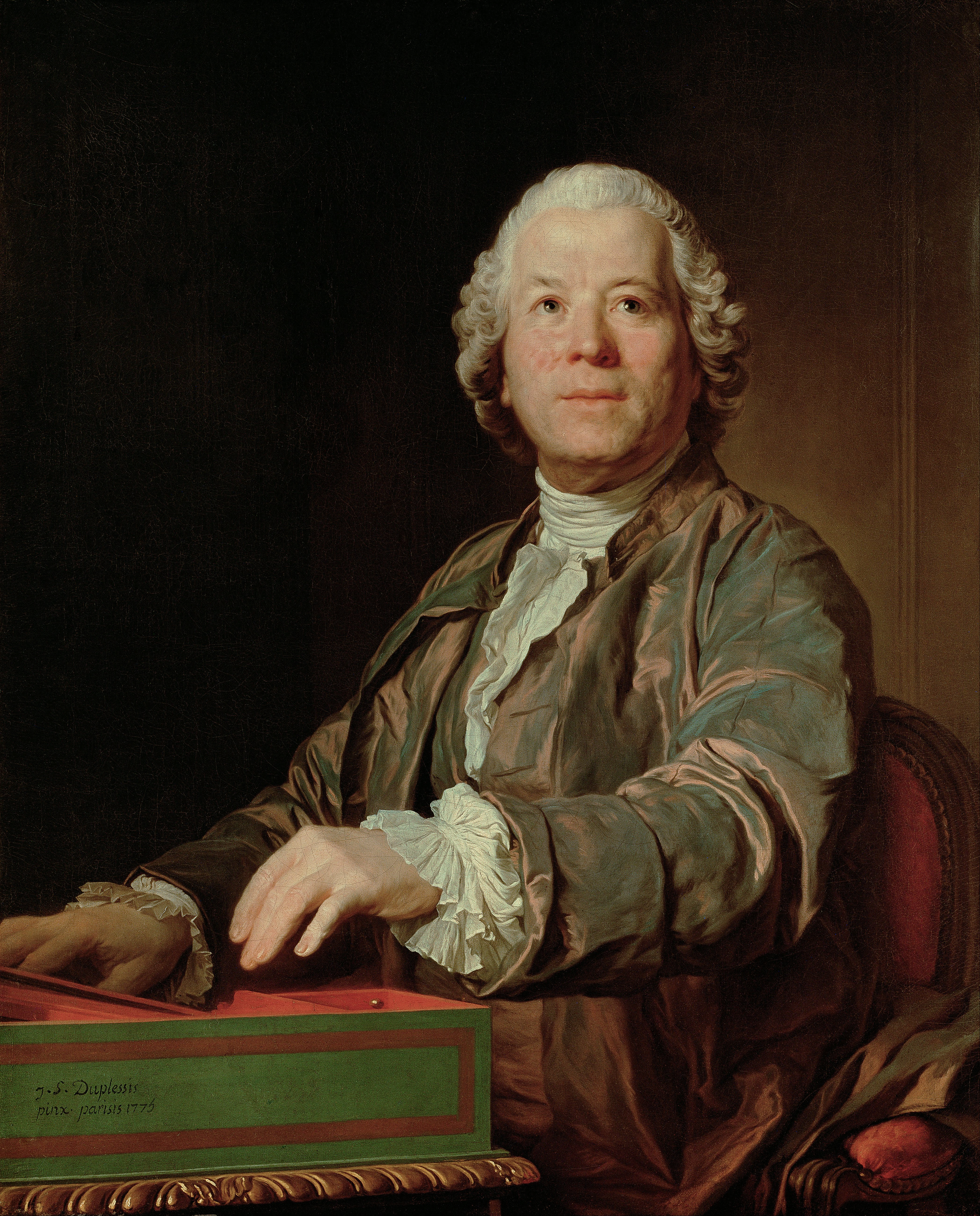
Christoph Willibald Gluck, 1775